# Pristis pectinata
El pez sierra peine (Pristis pectinata) es una especie de pez perteneciente a la familia Pristidae (pez sierra). El macho puede alcanzar una longitud máxima de 640 cm, a pesar de que la media es de 550 cm. Presenta un cuerpo aplanado y aletas pectorales en forma de alas. La boca está situada lateralmente y los ojos dorsalmente.
Esta especie se encuentra protegida bajo distintos tratados internacionales (CITES, Convenio de Barcelona, Convenio de Bonn, Comisión General de Pesca del Mediterráneo, Memorándum de Entendimiento sobre la Conservación de Tiburones Migratorios) y nacionales que prohíben o restringen darle muerte, capturar y/o comercializar dado su grave riesgo de extinción.
En España, se encuentra incluida en el listado LESPRE, por lo que su captura o comercialización acarrea importantes sanciones económicas y penales.

## Reproducción
Es ovovivíparo y las hembras pueden tener camadas de 15-20 individuos, los cuales miden 60 cm en el momento de nacer.
También se reproduce por clonación de las hembras sin fertilización del macho

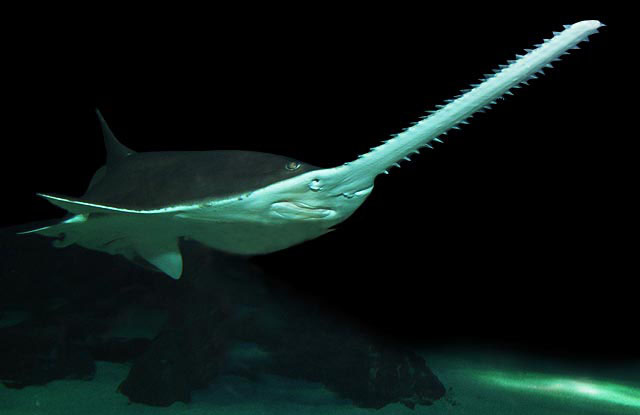
Pez sierra peine en el Acuario de las Americas.

## Hábitat
Es demersal, de clima subtropical (16 °C-30 °C; 44°N-37°S, 180°W-180°E) y vive tanto en agua dulce como en salobres y marinas hasta una profundidad de 10 m.
Es común a las bahías, lagunas, estuarios, desembocaduras de ríos y lagos.

## Situación
Actualmente sus poblaciones se encuentran drásticamente fragmentadas y reducidas en el Atlántico centro-occidental y mar Caribe, y en algunas regiones han sido declaradas como extintas. El registro reciente (entre los años 2012 y 2013) de la captura de algunos ejemplares de Pristis en aguas de la Península de Paraguaná, indicaría como una conclusión apresurada la catalogación de especies extintas, al menos para la costa venezolana. El registro más reciente de un pez sierra corresponde a un ejemplar de P. pristis, capturado en agosto de 2013 por la pesca artesanal palangrera, a 4 millas de la costa este de la Península de Paraguaná.

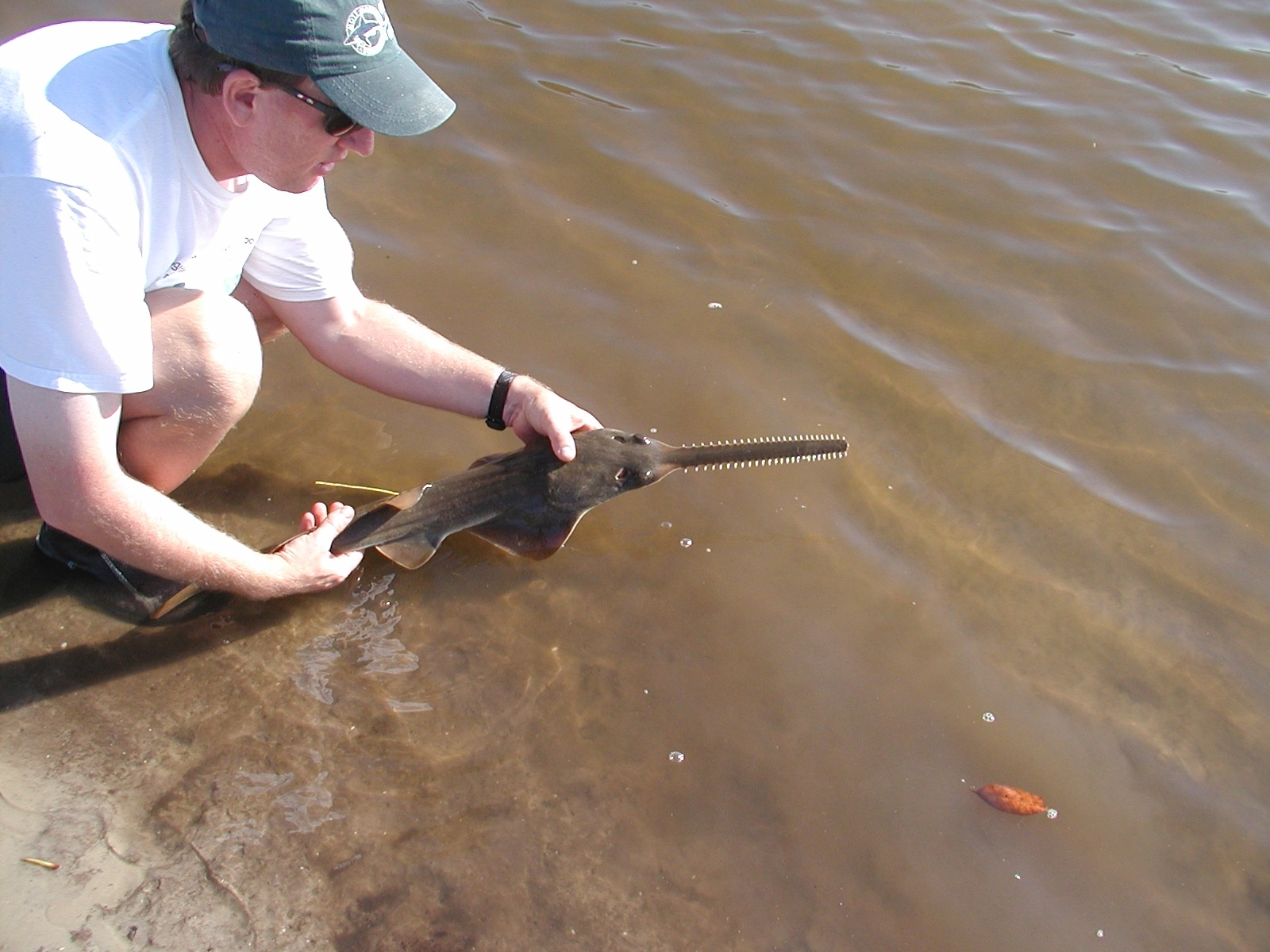
Un pez sierra peine juvenil

## Amenazas
La casi desaparición de los peces sierra en la región aparentemente está relacionada con su sobrepesca y la pérdida de hábitat, sobre todo la destrucción de los ecosistemas de manglares.

## Conservación

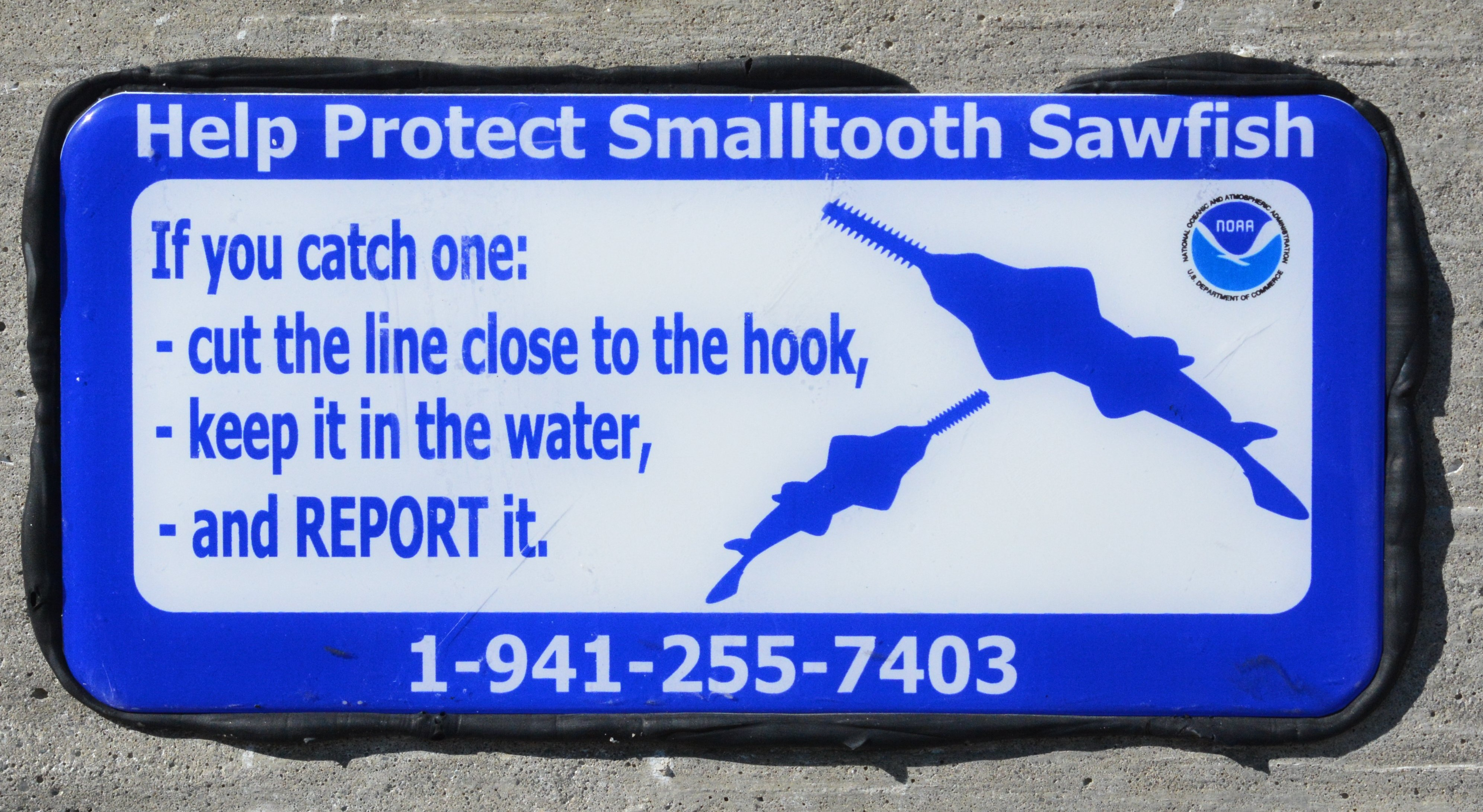
Señalización para la protección del pez sierra peine en Florida, USA

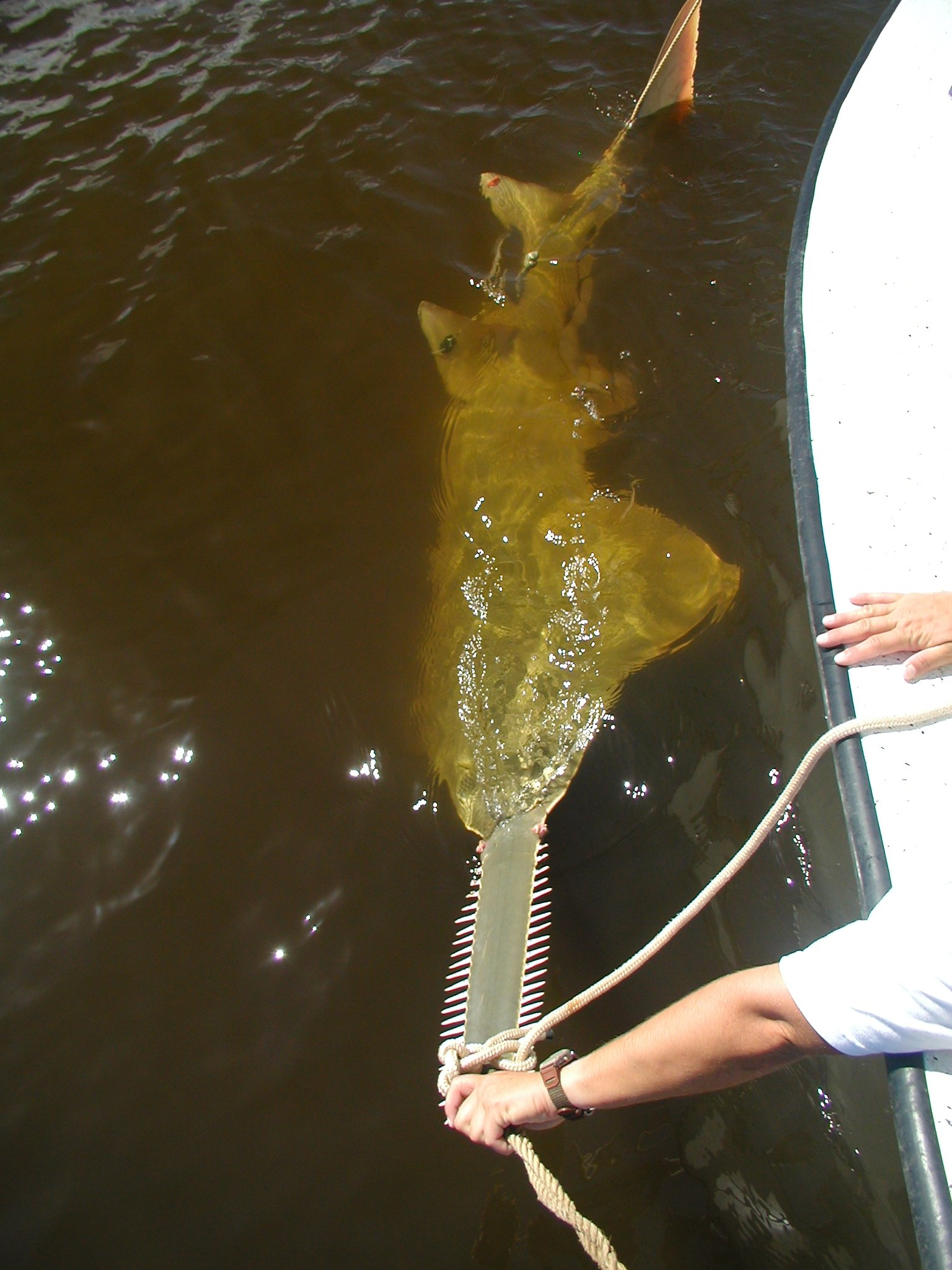
Un pez sierra peine capturado brevemente para etiquetarlo como parte de un proyecto de conservación

A pesar de la casi desaparición de los peces sierra en el Caribe venezolano, todavía no existen planes de conservación dirigidos a estas especies tan vulnerables. No obstante, toda la familia Pristidae está incluida en el Apéndice I de la Convención sobre el comercio internacional de especies amenazadas de fauna y flora silvestres (Cites 2014) con la finalidad de regular su comercio internacional. Actualmente hay un ejemplar vivo en el acuario de Veracruz, México donde se realizan estudios debido a la escasez de planes de conservación